# پارک طبیعی آلتمول
پارک طبیعی آلتمول (به آلمانی: Naturpark Altmühltal) یک پارک طبیعی به مساحت ۲٬۹۶۲ کیلومتر مربع در آلمان است که در ایالت بایرن واقع شده‌است.